# 忠粛王
忠粛王（ちゅうしゅくおう、1294年7月30日 - 1339年5月3日）は第27代高麗王（在位1313年 - 1330年、1332年 - 1339年）。姓は王、名は燾。小字は宜孝。第26代王忠宣王の次男で、母は也速真。蒙古名は「阿剌忒訥失里」（アラトナシリ、Aratnašri）。諡号は忠粛懿孝大王。

## 生涯
1299年、江陵君に封ぜられ、後に江陵大君になる。父の忠宣王に従って燕京に行き、元の宮廷で育った。実兄で世子の王鑑が忠宣王との不和で殺害されると後継者となった。1313年4月、高麗国王に冊封され開京へ帰り、6月に延慶宮にて即位。しかし、忠宣王は瀋王の位を兄の江陽公王滋の子の延安君王暠に譲り、これは忠粛王の治世にかけて高麗王室と瀋王の間に葛藤をもたらした。
1318年、耽羅の反乱を平定し、弊害の多かった司審官を廃止した。在位初期には土地兼併と高利貸しを規制したり、元に送る貢女の数を減らすなど、改革に意欲を見せたが、権勢家の反発で大きな効果は得られなかった。一方、正妃で迎え入れた濮国公主とは関係が円満でなく、徳妃洪氏をめぐる痴情争いに巻き込まれた濮国公主が病死する事件が発生した。そのうえ、王暠が高麗の王位を狙うことで忠粛王の地位は不安定になった。結局、1321年に元の皇室より命令を受け、燕京へ召喚され国王の印章を差し押さえられるに至ったが、忠宣王・忠粛王父子に好意的だった泰定帝が即位してから状況は一変し、王位を守ることができた。
1325年、忠粛王は4年ぶりに帰国したが、長い間国内を空けていたうえ、同年に再婚した曹国公主までも難産で死別したため、これ以上政治に興味を喪失してしまった。1330年、子の忠恵王に譲位し再び元に入朝。2年後、忠恵王が廃位されると代わりに復位した。晩年は政事を放置したまま狩りと飲酒で過ごした。1339年、46歳で薨去。

## 人物
- 沈着ながらも決断力のある性格で隷書の達人であったと伝えられている。
- 清潔な習慣が保たれ、風呂もよく楽しんでて、1カ月だけで壺10個分の香料と60余枚の手巾を使うほどだった[2]。
- 復位後はしばしば王宮を離れ、地方や都城の外に滞在し、大臣の接見も拒否するのが常であった。このような態度を口実に、瀋王王暠一派が元に忠粛王が政務を管掌することはできないと告発し、これに元は使臣を派遣して追及したことがあった。使臣と対面した忠粛王は、瀋王側の主張に一つ一つ反論し、これまでの経緯を理路整然と解明して使臣を感動させたという。
- 父の忠宣王は荘穆王后所生の混血であり、母の也速真は純粋なモンゴル人で、高麗の歴代王の中でモンゴルの血統が最も濃かった。それでも、本人は自ら高麗人という自覚が強かったようである。1330年、退位した直後に燕京へと旅立つ途中、黄州でちょうど帰国していた息子の忠恵王と遭遇した。この時、忠恵王はモンゴルの風俗に従って胡礼を行ったが、忠粛王は激怒し「お前の親がみんな高麗人なのに、どうして私に胡礼を上げるというんだ？服装も贅沢だね」と忠恵王を厳しく叱責したエピソードがある[3]。

## 家族
- 祖父:忠烈王 - 第25代王。
- 祖母:荘穆王后（1259年-1297年）- 元の世祖クビライの娘。名は忽都魯掲里迷失（クトゥルク＝ケルミシュ）。
- 父:忠宣王 - 第26代王。
- 母:懿妃 也速真（生年不詳-1316年）- モンゴル出身。ただし皇族出身ではない。
- 異母弟：徳興君 王譓（1314年-1367年）- 母は不詳（宮女）。幼少期に出家した為、婚姻及び子女は無し。元へ派遣されることもしばしばあり、指示で高麗を侵攻し、甥の恭愍王の政権奪取を狙ったが失敗。島流しとなり、流配先で死去。
- 后妃
  - 濮国公主（生年不詳-1319年）- 元の皇族の営王エセン・テムルの娘。名は亦憐真八剌（イリンチンバル）[4]。
  - 恭元王后（明徳太后）洪氏（1298年-1380年）- 高麗出身。南陽府院君洪奎の娘。
  - 曹国公主（1308年-1325年）- 元の皇族の魏王アムガの娘。名は金童（キムトン）[5]。
  - 慶華公主（生年不詳-1344年）- 名は伯顔忽都（バヤン・クトゥク）[6]。明確な家系は不明だが、魏王アムガの娘で曹国公主の姉妹だという説もある。
  - 寿妃 権氏（生年不詳-1340年）- 高麗出身。玄福君権廉の娘。忠恵王に強姦されると自殺したという。
- 子女
  - 忠恵王 - 第28代王。母は恭元王后。
  - 龍山元子（1325年-1341年）- 母は曹国公主。
  - 恭愍王 - 第31代王。母は恭元王后。
- 孫
  - 忠穆王 - 第29代王。忠恵王の長男。
  - 忠定王 - 第30代王。忠恵王の次男。
  - 王禑 - 第32代王。恭愍王の庶子。
  - 王釈器（生年不詳-1375年）- 忠恵王の庶子。恭愍王によって済州島に配流しにされてから脱出し、民間に姿をくらました。王禑即位後に逮捕され処刑。
  - 長寧公主 - 忠恵王の娘。